# NGC 3080
NGC 3080 é uma galáxia espiral (Sa) localizada na direcção da constelação de Leo. Possui uma declinação de +13° 02' 39" e uma ascensão recta de 9 horas, 59 minutos e 55,9 segundos.
A galáxia NGC 3080 foi descoberta em 1 de Abril de 1794 por William Herschel.